# Kiang
Kiang (Equus kiang) je větším druhem asijského osla a společně se zebrou Grévyho je největším divokým zástupcem čeledi koňovitých. Obývá horské stepi Tibetské náhorní plošiny v nadmořské výšce až 5000 m.

## Popis
- hmotnost: 350–500 kg
- délka těla: 210 cm
- délka ocasu: 50 cm
- výška v kohoutku: 140 cm

Kiang je divoký osel vzhledem podobný spíše domácímu koni než oslu. V kohoutku je vyšší než kůň Převalského, má těžkou klabonosou hlavu a poměrně krátké zašpičatělé uši. Hříva je tmavá, krátká a vzpřímená. Hlava, hřeben krku, hřbet, boky i kýty jsou červenohnědě až čokoládově zbarvené s černým oslím pruhem, který se táhne středem hřbetu. Spodní část těla včetně končetin je čistě bílá. Zimní srst je hnědá, vlnitá a dvakrát delší než srst letní.

## Rozšíření a stanoviště
Kiang je endemitem Tibetské náhorní plošiny, žije v Tibetu, Nepálu a v Indii. Jeho přirozeným habitatem jsou horské stepi v nadmořské výšce 4100–4800 m. Velikost populace se v současnosti odhaduje na přibližně 60 000–70 000 jedinců.

## Biologie
Kiangové žijí v malých stádech vedených starou klisnou, obvyklý počet jedinců v jedné skupině je 5–20. Hřebci bývají samotáři nebo se sdružují do mládeneckých stád. V červenci se samci připojují ke stádům klisen a během srpna si pak vytvářejí harémy, o které často vzájemně bojují. Březost trvá 11–12 měsíců, hříbata se ke stádu připojují již za několik dnů po narození, odstavena jsou v roce věku, kdy pohlavně dospívají.
Kiangové jsou aktivní hlavně ráno a večer. Jejich potravou je tráva, slanomilné byliny, listy a větvičky keřů. Jejich přirozenými nepřáteli jsou hlavně vlci, jinak se kiang může dožít až 20 let. Zvláště hřebci jsou teritoriální, agresivní a nebezpečná zvířata, která se v případě ohrožení neváhají bránit kousáním a kopáním.

## Poddruhy
V literatuře je popsáno více poddruhů kianga. Je to největší kiang východní, E. k. holdereri, chovaný v českých zoologických zahradách, kiang západní (E. k. kiang) a kiang jižní (E. k. polyodon)

## Kiang v zoo
- ZOO Brno
- ZOO Praha
- ZOO Hodonín
- Zoo Plzeň

Na Slovensku je chován v Zoo Bojnice.

## Galerie

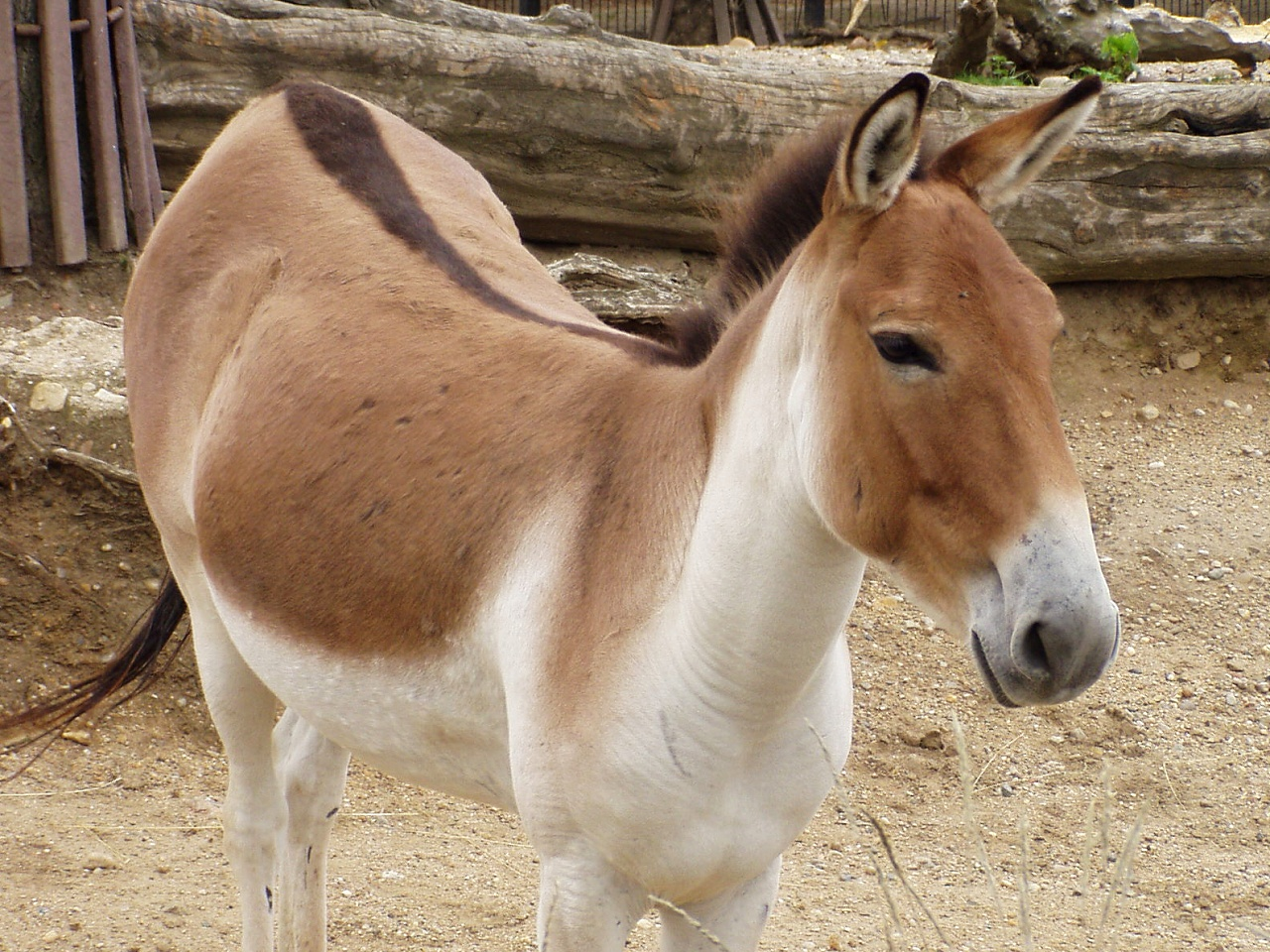
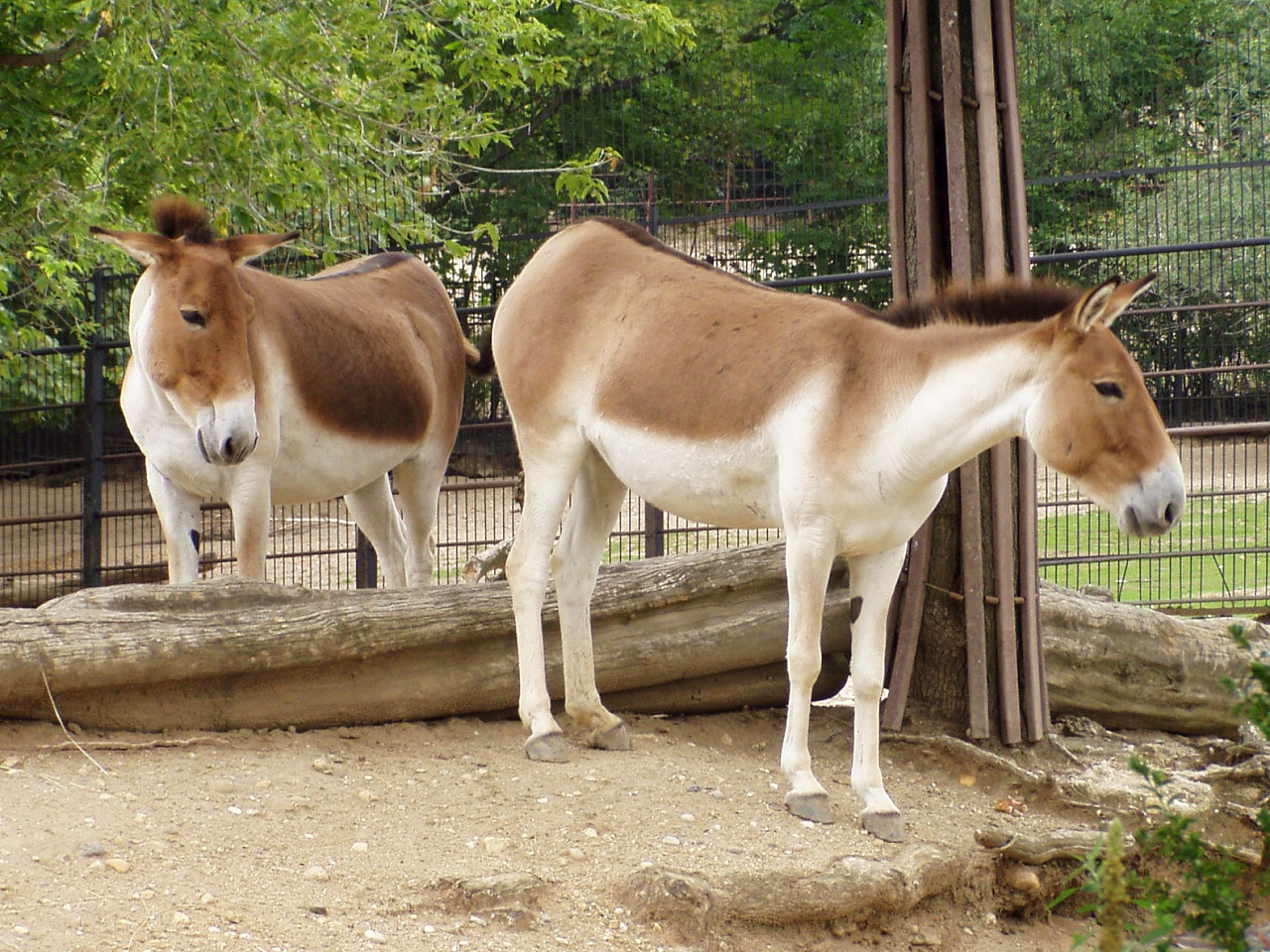
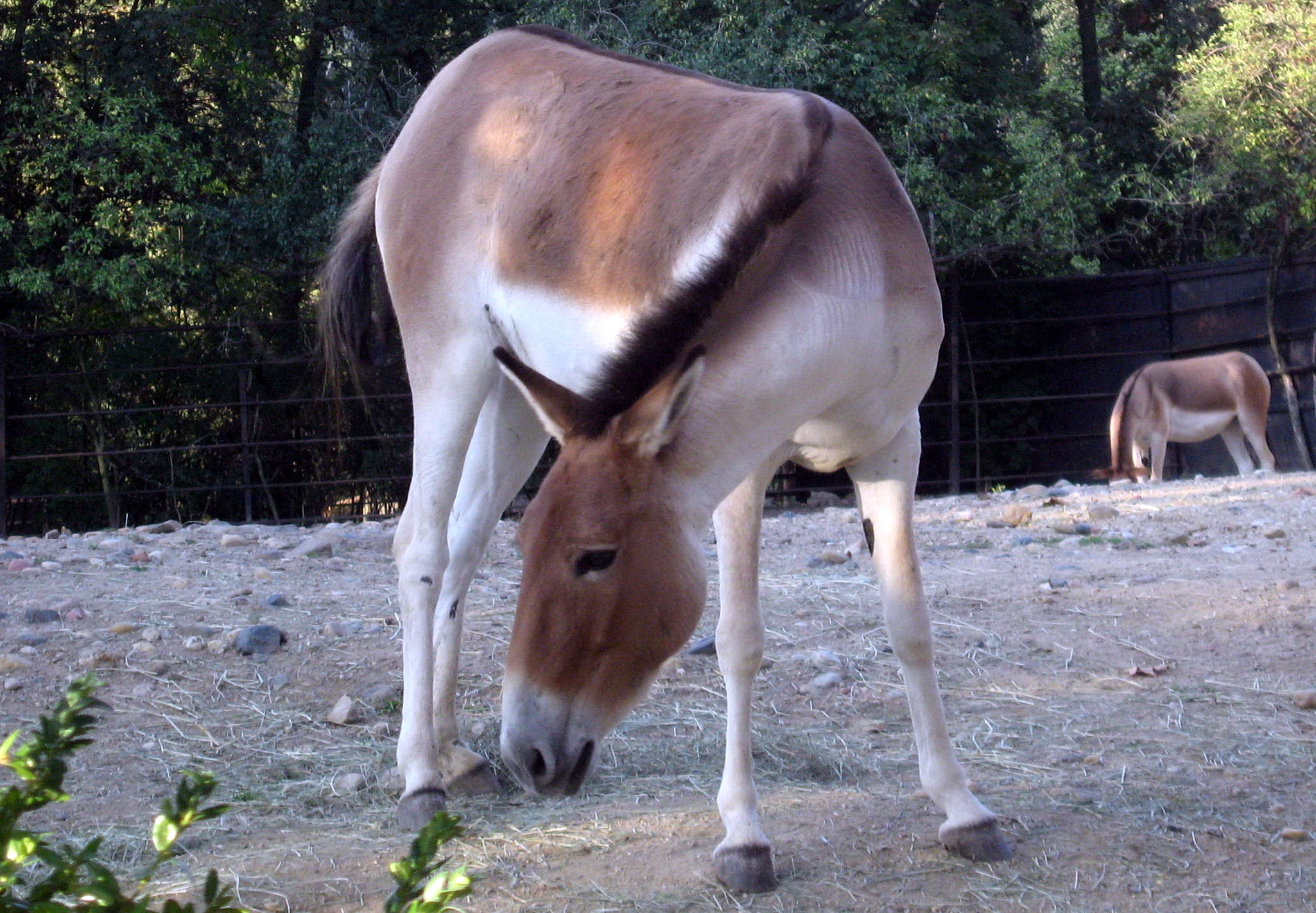